# نيك بوب
نيكولاس ديفيد بوب (بالإنجليزية: Nicholas David Pope)‏ (و. 1992  م) هو لاعب كرة قدم إنجليزي، حيث يلعب ك‍حارس مرمى ل‍نادي نيوكاسل يونايتد الإنجليزي.

## روابط خارجية
- نيك بوب على موقع الاتحاد الدولي (مؤرشف)  (الإنجليزية)
- نيك بوب على موقع الاتحاد الأوربي (الإنجليزية)
- نيك بوب على موقع إي إس بي إن إف سي (الإنجليزية)
- نيك بوب على موقع قاعدة بيانات كرة القدم.إي يو (الإنجليزية)
- نيك بوب على موقع ليكيب (الفرنسية)
- نيك بوب على موقع ناشيونال فوتبول تيمز (الإنجليزية)
- نيك بوب على موقع Soccerbase.com (لاعب) (الإنجليزية)
- نيك بوب على موقع Soccerway.com (الإنجليزية)
- نيك بوب على موقع عالم كرة القدم.نت (الإنجليزية)
- نيك بوب على موقع AS.com (الإسبانية)